# Rotterdamer Schule
Rotterdamer Schule (niederländisch Rotterdamse School) bezeichnet eine Gruppe Rotterdamer Komponisten.

## Geschichte
Eingeführt wurde der Begriff in den späten 1970er und frühen 1980er Jahren. Die Komponisten der Rotterdamer Schule waren nicht durch gemeinsamen Stil oder Ästhetik verbunden; deshalb kann nicht im traditionellen Sinne von einer „Schule“ gesprochen werden. Der Begriff „Rotterdamer Schule“ ging auf Otto Ketting zurück; die Verbindung dieser Komponisten wurde vor allem durch die von Peter-Jan Wagemans und Klaas de Vries geleiteten Kolloquien an der Rotterdamer Musikhochschule geschaffen, in denen die Komponisten ihre Werke und ästhetischen Positionen zur Diskussion stellten. Die Rotterdamer Schule hatte im Rotterdamer Theater Lantaren/Venster von Anfang der 1990er Jahre bis 2008 eine eigene Konzertreihe, in der vor allem Uraufführungen präsentiert wurden.
Kleinste gemeinsame Nenner der Rotterdamer Schule waren die bewusste Distanz zur „Den Haager Schule“ um Louis Andriessen und die Abgrenzung von in sich geschlossenen Kompositionsmethoden wie Serialismus und Minimalismus. Teilweise ergaben sich auch Berührungspunkte zur musikalischen Postmoderne. Im Rotterdam School Manifesto, das der Komponist Oscar van Dillen 1997 veröffentlichte, hieß es, die Schule kenne „weder Gebote noch Verbote“. Laut Wagemans verstand sich die Rotterdamer Schule als „dritter Weg“ zwischen Tradition und Innovation.

## Komponisten
- Dimitris Andrikopoulos
- Thorkell Atlason
- Erik de Clerq
- Nuno Corte-Real
- Oscar van Dillen
- Rocco Havelaar
- Bart de Kemp
- Otto Ketting
- Hans Koolmees
- Astrid Kruisselbrink
- Andreas Kunstein
- Philemon Mukarno
- Florian Magnus Maier
- Christina Viola Oorebeek
- Joey Roukens
- Felipe Pérez Santiago
- Edward Top
- René Uijlenhoet
- Marc Verhoeven
- Klaas de Vries
- Peter-Jan Wagemans
- Juan Felipe Waller
- Friso van Wijck
- Evrim Demirel